# 유향

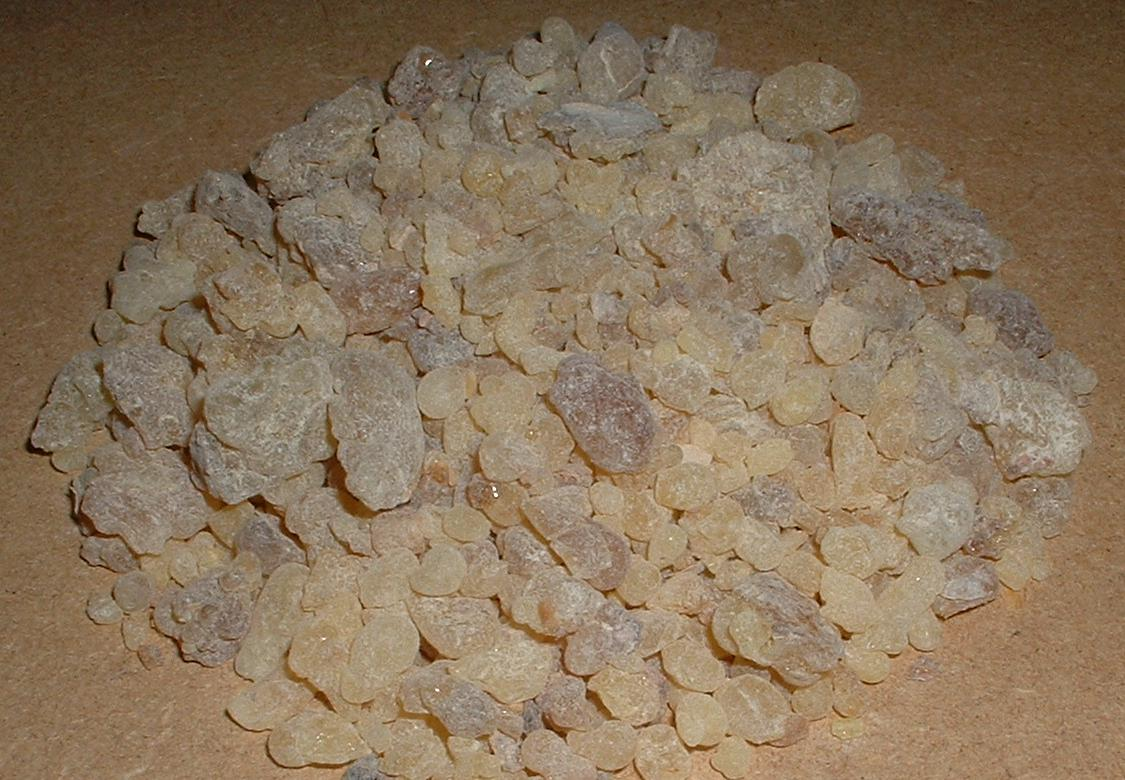

유향(乳香, frankincense 또는 olibanum)은 감람나무과 유향나무속에 속하는 나무에서 추출하는 수지로 중동과 지중해 연안에서 주로 생산된다.  인도(B.oswellia serrata serrata, 이명 B thurifera)와 오만(Boswellia serrata. sacra, 이명 B. carterii), 동아프리카(Boswellia serrata. socotrana) 등에서도 생산되며 향이나 향수의 원료로 쓴다. 마태복음 2장 11절에 따르면 동방박사가 아기 예수에게 준 세 가지 선물이 황금, 유향, 몰약이었다고 한다. 성서에 여러 곳에 언급될 만큼 중요한 약재로 관절염이나 류머티스 등 피부와 근육의 통증치료에 효과가 있다. 이미 유럽에서는 상류층의 미용재로 쓰여 왔는데 보습과 영양, 피부질환 치료, 미백이나 주름제거, 노화방지 등에도 효과가 있다. 껌의 형태로 수지를 직접 먹기도 하지만 핵심성분만을 추출한 에센셜 오일형태가 효능이 높고 사용이 간편해 일반적으로 널리 쓰인다. 로마의 황제 네로가 왕비 포파에아의 장례식 때 도시 전체가 1년 동안 쓸 양의 유향을 썼다는 이야기가 있다. 아라비아 사막을 통해서 향 무역이 이루어졌었고 이는 1990년대에 밝혀졌다. 지금의 오만에 있는 우바르가 그 중심지였고 그 유적은 발굴 중이다. 오만산 유향을 최고로 여기며 소말리아, 예멘 등에서도 생산된다. 근래 인도네시아 유향이라고 많이 유통되는 것은 유향과는 상관없는 것으로 약재나 건강식품으로 절대 사용할 수 없다.

## 같이 보기
- 매스틱
- 몰약